# Røyrvik
Røyrvik è un comune norvegese della contea di Trøndelag.